# Lotte Eckener
Lotte Eckener (* 8. Februar 1906 in Friedrichshafen; † 24. Februar 1995 in Konstanz) war eine deutsche Fotografin und Verlegerin.

## Leben
Lotte Eckener wurde 1906 als Tochter des berühmten Luftschiffbauers Hugo Eckener in Friedrichshafen geboren. Dort besuchte sie die Volksschule und das Königliche Paulinenstift, eine höhere Töchterschule. Schon im Alter von achtzehn Jahren zog sie nach München und konnte nach einer erfolgreich absolvierten Ausbildung an der Bayerischen Staatslehranstalt für Lichtbildwesen bis 1930 bei dem Fotografen Alexander Binder in Berlin arbeiten. Eckener porträtierte in dem angesehenen Atelier Berühmtheiten wie Josef von Sternberg, Helene Thimig und Anny Ondra. Darüber hinaus interessierte sie sich für Naturfotografie; sie beschäftigte sich insbesondere mit Landschaften und der Natur rund um den Bodensee. 
Zwischen 1931 und 1934 unternahm Lotte Eckener große Reisen nach New York, Rom, Ägypten, Java und Bali, zum Teil als Begleiterin ihres Vaters. Sie wohnte ab den 1930er Jahren wieder am Bodensee, zunächst in ihrem Geburtsort Friedrichshafen, ab 1936 in Konstanz. In diesem Jahr heiratete sie den Konstanzer Zahnarzt Paul Simon und nannte sich fortan auch Lotte Simon-Eckener. Sie arbeitete weiterhin als Fotografin und veröffentlichte weitere Bücher. Zusammen mit Marlies Schoeller gründete sie 1949 den Schoeller-Bild Kunstverlag in Kattenhorn, der Kunstpostkarten und Kunstbücher produzierte. Der Verlag veröffentlichte auch eine Neuausgabe des Bodensee-Bandes von Lotte Eckener. 1953 wurde der Verlag eingestellt. Ein Jahr später gründete Lotte Eckener – nun zusammen mit Martha Koch – mit dem Verlag Simon und Koch einen Nachfolger-Verlag, in dem sie bis 1967 als Verlegerin arbeitete.
Lotte Eckener starb 1995 in Konstanz.

## Ehrung
Im Februar 2023 wurde vom Konstanzer Gemeinderat bekannt gegeben, dass eine neue Gemeinschaftsschule in Konstanz nach Eckener benannt wird.

## Fotobände von Lotte Eckener (Auswahl)
- zusammen mit Walter Bauer: Die Welt der Bäume. 30 Photographien mit Gedichten von Walter Bauer. Bruno Cassirer, Berlin 1933.
- Bodensee. Landschaft und Kunst. See-Verlag, Friedrichshafen 1935.
- zusammen mit Hubert Näßl: Meersburg. See-Verlag, Friedrichshafen 1937.
- zusammen mit Fritz Mühlenweg: Das kleine Buch vom Bodensee. Simon und Koch, Konstanz 1954.
- zusammen mit Walter Manggold: Madonnen: Bildwerke und Miniaturen; Miniaturen aus alten Handschriften der Badischen Landesbibliothek Karlsruhe. Simon und Koch, Konstanz 1957.
- Propheten, Apostel, Evangelisten: Bildwerke und Miniaturen. Aufnahmen der Bildwerke von Lotte Eckener. Miniaturen aus alten Handschriften der Badischen Landesbibliothek Karlsruhe.  Simon und Koch, Konstanz 1959.
- zusammen mit Leo Hans Mally: Oberammergau: Landschaft und Passion. Simon und Koch, Konstanz 1960.

## Veröffentlichungen des Simon und Koch Verlags unter Lotte Eckener (Auswahl)
- Werner Stuhler, Herbert Hagemann: Venetien, Landschaft und Kunst. 1965.
- Heinz Finke, Richard Grossmann: Katalonien, Landschaft und Kunst. 1963.
- Edwin Klingner, Werner Stuhler: Provence, Landschaft und Kunst. 1962.
- Werner Stuhler, Günter Engler: Apulien, Landschaft und Kunst. 1962.
- Lotte Eckener, Manfred Hausmann: Propheten, Apostel, Evangelisten. Bildwerke und Miniaturen. 1959.
- Miniaturen aus dem Marienleben. Miniaturen aus alten Handschriften aus der Badischen Landesbibliothek Karlsruhe. 1958.
- Walter Manggold, Lotte Eckener: Madonnen. Bildwerke Und Miniaturen. 1957.